# Markus Maier (Skisportler)
Markus Moarli Maier (* 27. Juni 1911 in Salzburg; † 2. Jänner 2010 in Trostberg, Deutschland) war ein nordischer und alpiner Skisportler.

## Karriere
Maier machte bereits im Kindesalter auf sich aufmerksam, als er einen am Mönchsberg in der Stadt Salzburg ausgetragenen Skisprungwettbewerb gewinnen konnte. In den 1930er-Jahren zählte Maier zu den besten alpinen und vor allem nordischen Skisportlern Österreichs. Auf Vereinsebene gehörte er dem Skiklub Salzburg und später dem Skiklub Innsbruck an.
Bei den damals noch FIS-Rennen genannten Skiweltmeisterschaften in Innsbruck 1933 trat er ausschließlich in den nordischen Disziplinen an und erkämpfte sich in der Nordischen Kombination mit Platz neun das zweitbeste WM-Ergebnis eines Salzburgers in dieser Disziplin nach Peter Radacher I, der 1925 in Johannesbad den siebten Rang erreichen konnte. Dazu belegte er den 48. Rang im Skilanglauf über 18 km und den 55. Platz im Skispringen auf der Bergiselschanze.
1934 belegte er in der Gesamtwertung der österreichischen Skimeisterschaft in Mallnitz, die im Rahmen einer Dreierkombination aus Skilanglauf, Skispringen und Abfahrtslauf zur Austragung kam, hinter Hellmut Lantschner und dem großen Favoriten Hans Hauser den dritten Platz. Im traditionell gemeinsam mit der Damenmeisterschaft durchgeführten Abfahrts- und Torlauf des Österreichischen Skiverbandes, bei dem jedoch für die Männer vor 1938 kein österreichischer Meistertitel vergeben wurde, da dieser im Rahmen der nordischen Disziplinen ausgefochten wurde, erreichte Markus Maier 1934 am Schneeberg in Niederösterreich sowohl in der Gesamtwertung hinter Peter Radacher II, als auch im Abfahrtslauf hinter Hannes Schroll und im Slalom wiederum hinter Radacher jeweils den zweiten Rang. Bei den Skiweltmeisterschaften in Sollefteå 1934 wurde er 25. in der Nordischen Kombination und erreichte im Skilanglauf über 18 km den 105. und im Skispringen den 55. Rang.
Bei den Nordischen Skiweltmeisterschaften in Vysoké Tatry 1935 kam er nur auf einen 48. Rang im Skilanglauf über 18 km. Im Kombinationsspringen kam er zu Sturz und musste aufgeben.
Bei den österreichischen Staatsmeisterschaften des Jahres 1936 holte er sich mit einem Sieg im Kombinationsspringen und guten Leistungen im Skilanglauf und Abfahrtslauf hinter Hans Hauser und Peter Radacher II erneut den dritten Endrang. Im selben Jahr startete Maier bei den Olympischen Winterspielen in Garmisch-Partenkirchen und kam dabei in der Nordischen Kombination auf den 25. Platz.
Die österreichischen Meisterschaften in Bad Ischl 1937 stellen das beste Ergebnis Maiers bei Staatsmeisterschaften dar. Nach einer durchschnittlichen Leistung im Abfahrtslauf belegte er den zweiten Rang im Skilanglauf und kam mit dem dritten Platz im Skispringen noch auf den zweiten Gesamtrang hinter Andreas Krallinger. Beim ÖSV-Hauptverbandslauf 1937 erreichte Maier im Slalom den vierten und in der Alpinen Kombination den fünften Endrang, jeweils hinter deutschen Weltklasseskiläufern wie Rudi Cranz, Franz Pfnür und Gustav Lantschner.

## Privates
Maier war ein Sohn des aus Freinberg in Oberösterreich stammenden und in der damaligen Gemeinde Gnigl ansässigen Postamtsdieners Markus Maier sen. und dessen Gattin Crescentia aus Lohnsburg.
Im Februar 1941 heiratete er in Salzburg seine Elise.
Noch im August 2005 feierte er im Hotel Kaiser Karl in Großgmain gemeinsam mit seinem ebenso im hohen Alter stehenden, aber bald darauf verstorbenen Sportkameraden Fred Rößner dessen 94. Geburtstag. Seinen Lebensabend verbrachte Maier in Bayern, wo er im 98. Lebensjahr verstarb.

## Statistik

### Teilnahmen an Olympischen Winterspielen und Weltmeisterschaften

#### Olympische Winterspiele
| Olympische Winterspiele     | Wettbewerb     | Wettbewerb     | Wettbewerb        | Wettbewerb    | Wettbewerb  |
| Olympische Winterspiele     | Langlauf 18 km | Langlauf 50 km | Staffel 4 × 10 km | Sprunglauf LH | Nord. Komb. |
| --------------------------- | -------------- | -------------- | ----------------- | ------------- | ----------- |
| 1936 Garmisch-Partenkirchen | -              | -              | -                 | -             | 25.         |

#### Nordische Skiweltmeisterschaften
| Nordische Skiweltmeisterschaften | Wettbewerb     | Wettbewerb     | Wettbewerb        | Wettbewerb    | Wettbewerb  |
| Nordische Skiweltmeisterschaften | Langlauf 18 km | Langlauf 50 km | Staffel 4 × 10 km | Sprunglauf LH | Nord. Komb. |
| -------------------------------- | -------------- | -------------- | ----------------- | ------------- | ----------- |
| 1933 Innsbruck                   | 48.            | -              | -                 | 55.           | 9.          |
| 1934 Sollefteå                   | 105.           | -              | -                 | 55.           | 25.         |
| 1935 Vysoké Tatry                | 48.            | -              | -                 | -             | DNF         |
| 1936 Garmisch-Partenkirchen      | -              | -              | -                 | -             | 25.         |